# Amadou Diawara
Amadou Diawara (Conakry, 1997. július 17. –) guineai labdarúgó, az Eldense középpályása.

## Pályafutása
Amadou Diawara Guinea Conakry nevű városában született.  Pályafutását hazájában kezdte, majd az olasz alsóbb osztályú San Marino Calcio szerződtette 2014-ben. Tehetségére hamar felfigyeltek az élvonalbeli Bolognánál és 2015 júliusában mindössze 420.000 euróért szerződtették. Augusztus 22-én mutatkozott be új csapatában, illetve az olasz élvonalban, egy Lazio elleni bajnokin.
Első idényében 34 bajnokin bizonyíthatott, és több nagy klub figyelmét is felkeltette., végül 2016 augusztus 26-án az SSC Napoli igazolta le.,
2025. március 12 -én szabadon igazolhatóként aláírt a spanyol Eldense csapatához.

### Klub
(2016. augusztus 10. szerint)
| Klub performance    | Klub performance    | Klub performance    | Bajnokság     | Bajnokság | Kupa          | Kupa         | Nemzetközi kupa | Nemzetközi kupa | Egyéb         | Egyéb         | Összesen      | Összesen | Összesen |
| Klub                | Bajnokság           | Szezon              | Pályára lépés | Gólok     | Pályára lépés | Gólok        | Pályára lépés   | Gólok           | Pályára lépés | Gólok         | Pályára lépés | Gólok    |          |
| Italy               | Italy               | Italy               | Bajnokság     | Bajnokság | Coppa Italia  | Coppa Italia | Európa          | Európa          | Egyéb\|Összes | Egyéb\|Összes |               |          |          |
| ------------------- | ------------------- | ------------------- | ------------- | --------- | ------------- | ------------ | --------------- | --------------- | ------------- | ------------- | ------------- | -------- | -------- |
| San Marino Calcio   | Lega Pro            | 2014–15             | 15            | 0         | 0             | 0            | –               | –               | –             | –             | 15            | 0        |          |
| San Marino Calcio   | Total               | Total               | 15            | 0         | 0             | 0            | 0               | 0               | 0             | 0             | 15            | 0        |          |
| Bologna             | Serie A             | 2015–16             | 34            | 0         | 1             | 0            | –               | –               | –             | –             | 35            | 0        |          |
| Bologna             | Összesen            | Összesen            | 34            | 0         | 1             | 0            | 0               | 0               | 0             | 0             | 35            | 0        |          |
| Karrier statisztika | Karrier statisztika | Karrier statisztika | 39            | 0         | 1             | 0            | 0               | 0               | 0             | 0             | 40            | 0        |          |

## Sikerei, díjai
- AS Roma
  - UEFA Konferencia Liga: 2021–22